# Shay Duffin
Shay Duffin (* 26. Februar 1931 in Dublin; † 23. April 2010 in Los Angeles) war ein US-amerikanischer Schauspieler irischer Herkunft. 
Er wurde in zahlreichen Nebenrollen unter anderem als Polizist oder Barkeeper besetzt.

## Filmografie (Auswahl)
- 1976: Die Zwei mit dem Dreh (1 Folge)
- 1977: Der weiße Büffel (The White Buffalo)
- 1979: Ein Rabbi im Wilden Westen
- 1980: Wie ein wilder Stier (Raging Bull)
- 1980: Der Abstauber (The Baltimore Bullet)
- 1983: Ein Mann wie Dynamit
- 1987: Cagney & Lacey (1 Folge)
- 1990: City (9 Folgen)
- 1992: Jagd auf einen Unsichtbaren
- 1992: Die Zeitungsjungen
- 1992: Der Reporter
- 1992: Mord ist ihr Hobby (1 Folge)
- 1993: Leprechaun – Der Killerkobold
- 1994: Raumschiff Enterprise: Das nächste Jahrhundert (1 Folge)
- 1995: Gieriges Verlangen
- 1995: Ein Mountie in Chicago (4 Folgen)
- 1996: Space Defender
- 1996: Kopf über Wasser
- 1997: Titanic
- 2003: Seabiscuit – Mit dem Willen zum Erfolg
- 2006: Departed – Unter Feinden
- 2007: The Still Life
- 2007: Die Legende von Beowulf